# Артур Шлеєн
Артур Шлеєн (пол. Artur Schleyen; 1866, Станиславів (нині — Івано-Франківськ) — 1912, Львів) — львівський архітектор єврейського походження, громадський діяч.

## Біографія
Народився 1866 року у Станиславові (нині Івано-Франківськ). Закінчив Цісарсько-королівську політехнічну школу у Львові. Автор проєктів багатьох львівських споруд у стилі сецесії. Радний (депутат) міської ради Львова. Засновник Єврейського міщанського клубу у Львові, завданням якого він бачив згуртування євреїв у боротьбі за рівноправність. Був членом місцевих органів економічного самоврядування, зокрема Торговельно-промислової палати. Член багатьох громадських організацій. Був у складі журі конкурсу проєктів реконструкції львівської ратуші.
Споруди у Львові
- Сецесійна будівля театру «Colosseum» («Колізей»), що на бічній нинішньої вулиці Куліша (1898—1900, спільно з Міхалом Фехтером). За основу взято металевий каркас павільйону Яна Матейка з Галицької крайової виставки.[3]
- Докорінна перебудова будинку на вулиці Федорова, 6 (також Ставропігійська, 4) у Львові (початок XX століття)[4].
- Пасаж Феллерів, що починався кам'яницею на сучасному проспекті Свободи, 35 і простягався до нинішньої вулиці Наливайка (1902). Пізніше перебудований за проєктом Фердинанда Касслера.
- Колишній будинок міського комісаріату поліції № 3 та колишні казарми поліції на вулиці Городоцькій, 26 та будинок слідчого ізолятора з боку нинішньої вулиці Академіка Кучера, 3, 5 (1903)[5].
- Перебудова синагоги «Хасидим Шуль» на нинішній вулиці Сянській, 4 (1904, співавтор Маврикій Зильберштайн; не збережена)[6][7].
- Проєкт добудови млину Давида Аксельбрада на нинішній вулиці Хмельницького, 86/88 (1905)[8].
- Житловий будинок на вулиці Руській, 16 (1907—1908, співавтор Л. Ґраф)[9].
- Прибутковий будинок у стилі орнаментального модерну на нинішній вулиці Дорошенка, 32 (1908)[10].
- Прибутковий будинок на нинішній вулиці Мартовича, 4 (1909)[11].
- Прибутковий будинок на вулиці Валовій, 11 (1909)[12].
- Будинки на нинішній вулиці Івана Федоровича, 29 (1904) і 31 (перебудова 1906)[13].
- Вілла художника Антонія Стефановича на вулиці Галицької Армії, 5 (1903—1904)[14].
- Реконструкція офіцини з добудовою санвузлів будинку на площі Ринок, 12 (1907).[15]
- Вілла банкіра Александра Маццукато на вулиці Галицької Армії, 7 (1903—1909)[9].
- Надбудова додаткового поверху будинку № 12а на площі Галицькій у Львові для фотоательє Давида Мазура. Проєкт 1911 року[16].
- Будинок на вулиці Пекарській, 3 (1912, скульптор Францішек Томаш Бєрнат)[17].
- Побудова вітрини фотоательє «Геліос» Ірени Мєчковської біля брами будинку на вулиці Асника, 4 (1906)[18].
- Житловий будинок на нинішній вулиці Єфремова, 4 (1911—1912)[19].

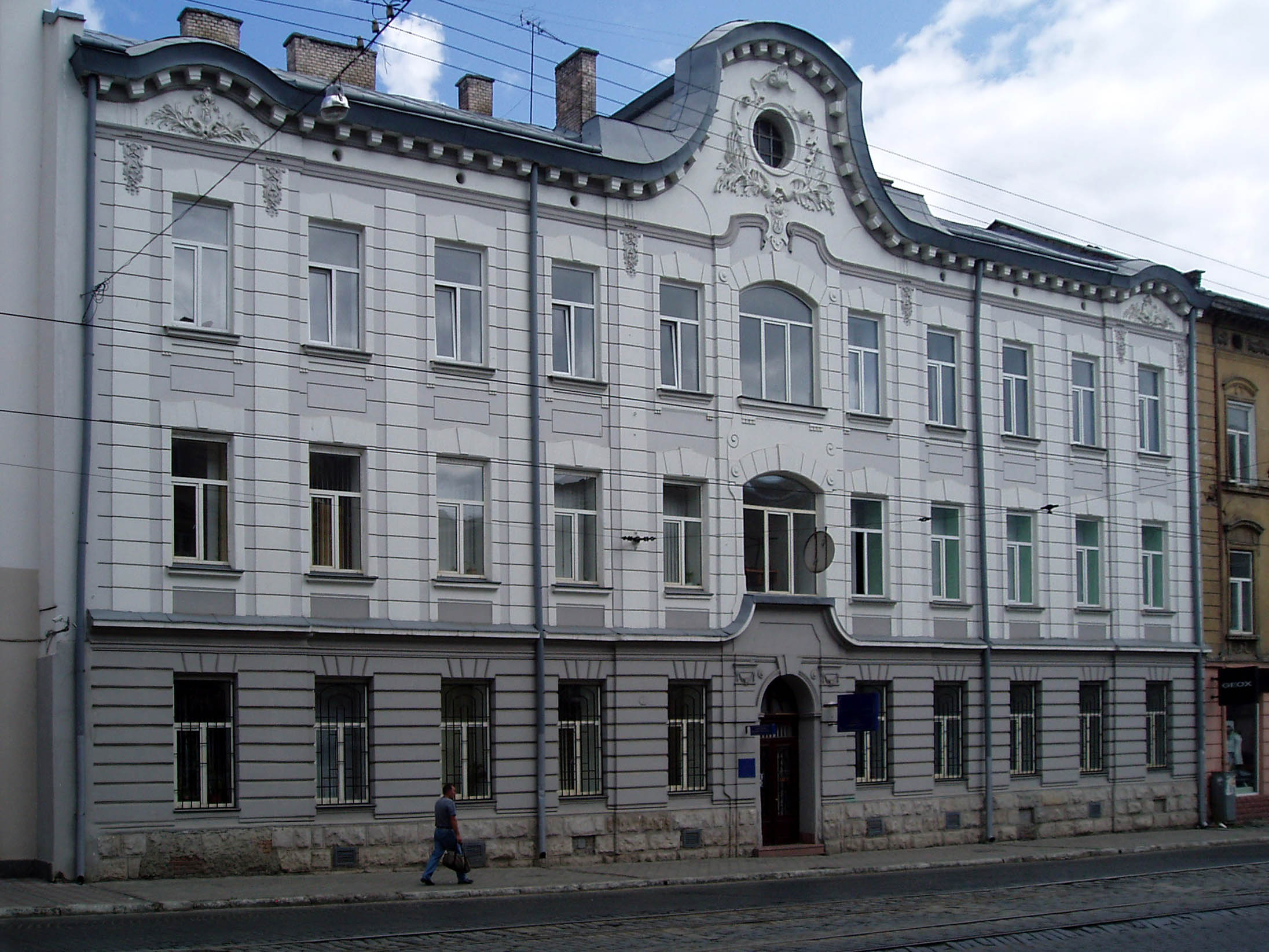
Управління поліції на вулиці Городоцькій, 26
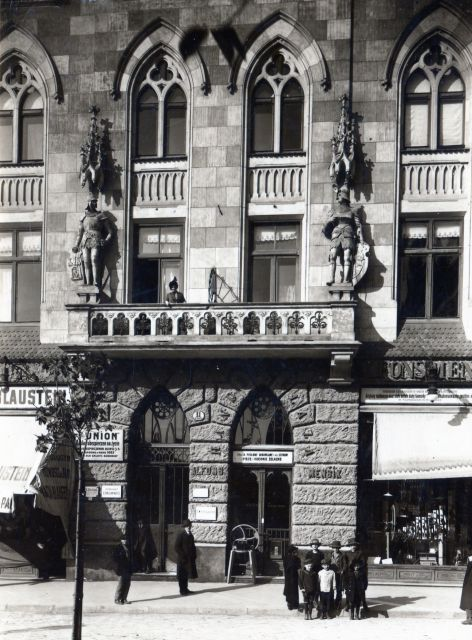
Прибутковий будинок на вулиці Валовій, 11
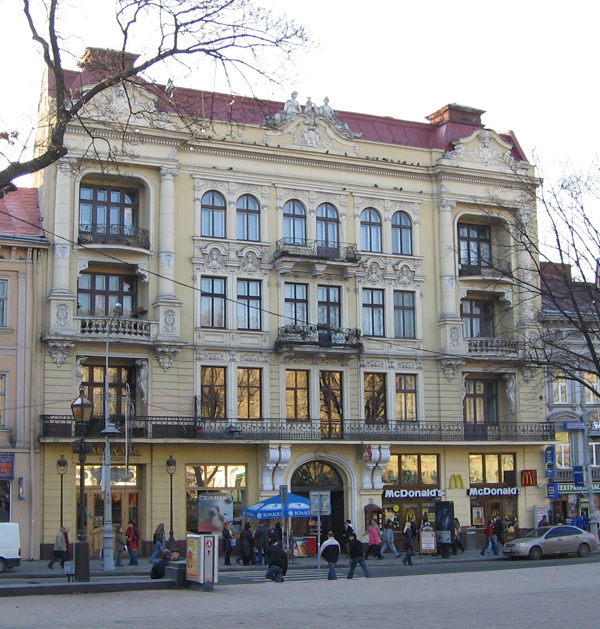
Колишній пасаж Феллерів, будинок від проспекту Свободи